# Antoine Rodes
Antoine Auguste Rodes, né le 4 octobre 1870 à Aurillac (Cantal) et mort le 18 mars 1951 à Paris, est un général de division français.

## Biographie
Il sert dans l'infanterie, notamment au 14e régiment d'infanterie qu'il quitte à la suite de ses blessures subies à Arras en mai 1915 (éclat d'obus avec broiement de l'avant-bras gauche et plaie au ventre). À la suite de l'amputation de son avant-bras, il poursuit sa carrière dans l'État-major, puis commande à l'issue de la guerre le 49e régiment d'infanterie de Bayonne. Il fut commandant militaire du palais Bourbon de 1924 à 1928. Élevé à la dignité de grand-croix de la Légion d'honneur en mai 1940, il fut gouverneur des Invalides de 1944 à sa mort où il demeure enterré (caveau des gouverneurs).
Il est élu à ce titre membre d'honneur de l'association nationale des croix de guerre, fondée en 1919 par le vice-amiral Emile Guépratte.

## Affectations et grades
- École spéciale militaire de Saint-Cyr, promotion du Soudan (1891-1893)
- 14e régiment d'infanterie (sous-lieutenant le 01/10/1893, lieutenant le 01/10/1895, capitaine le 08/07/1904 puis de nouveau le 24/05/1907, chef de bataillon le 16/09/1914)
- 138e régiment d'infanterie (capitaine le 08/07/1904)
- 80e régiment d'infanterie (capitaine le 01/08/1904)
- État-major du 17e corps d'armée (chef de bataillon en détachement le 07/03/1916)
- État-major de la 4e armée (chef de bataillon en détachement le 22/09/1917 auprès du Gal Mariaux)
- 49e régiment d'infanterie (lieutenant-colonel, en affectation de 1918 à 1920)
- Palais Bourbon (colonel, commandant militaire nommé le 22 janvier 1924, promu général de brigade le 14 mars 1928)
- Gouverneur des Invalides (nommé le 20 octobre 1944, jusqu'à son décès le 18 mars 1951)

## Décorations
Ordres nationaux
- Grand-croix de la Légion d'honneur (Chevalier le 11/11/1914, officier le 11/06/1915, commandeur le 10/07/1926, grand-officier le 10/07/1937, grand-croix le 03/05/1940[2])
- Croix de guerre 1914–1918 (3 palmes et 1 étoile)
- Croix du combattant volontaire 1914–1918
- Médaille interalliée de la Victoire
- Médaille commémorative de la guerre 1914–1918
- Insigne des blessés militaires (3 étoiles)
- Officier de l'ordre des Palmes académiques
- Commandeur de l'ordre du Mérite social.

Ordres étrangers
- Grand-officier de l'ordre de l'Étoile noire. (Bénin)
- Grand-officier de l'ordre royal du Cambodge. (Cambodge)
- Grand-officier de l'ordre du Nichan Iftikhar. (Tunisie)
- Croix de guerre (1 palme) (Belgique)